# Eduardo Lorrio
Eduardo Lorrio Béjar (nacido el 25 de septiembre de 1993 en Madrid, Comunidad de Madrid) es un jugador de waterpolo español.

## Internacional
Es medalla de plata en el Europeo de Barcelona 2018.